# Omnibusverfahren
Von einem Omnibusverfahren (von lateinisch omnibus ‚für alle‘) spricht man, wenn mehrere Vorgänge zu einem Vorgang zusammengefasst werden. Das Omnibusverfahren wird insbesondere in der Politik bei der Verabschiedung von Gesetzen verwendet. Mit einem sog. Omnibusgesetz werden mehrere Änderungsanliegen in einem Gesetzesentwurf vereint und gemeinsam zur Abstimmung gebracht. Gesetze, die im Omnibusverfahren entstehen, werden in der Regel als Artikelgesetze verkündet.

## Ablauf
In einen Entwurf (dem „Omnibus“) mit Änderungsanträgen werden weitere Punkte („Passagiere“) hinzugefügt, somit wird die Verwebung der unterschiedlichen Sachverhalte durch das so genannte Omnibusverfahren erreicht. Auf diese Art und Weise können auch Gesetzesänderungen durchgeführt werden, welche in einer Einzelentscheidung durchfallen würden, im Paket aber angenommen werden, damit das Paket an Entscheidungen „durchkommt“. Es handelt sich daher ähnlich wie die Vertrauensfrage um ein Instrument, Mehrheiten im Parlament auch gegen die Überzeugung der Mehrheit der Abgeordneten zu organisieren. Typischerweise wird das Omnibusverfahren von der jeweiligen Opposition abgelehnt und kritisiert.

## Rechtliche Zulässigkeit in Deutschland
Das Grundgesetz sieht keine konkreten Vorgaben für die Gesetzgebungsarbeit und damit auch keine ausdrücklichen Einschränkungen von Omnibusgesetzen vor, solange ein Mindestmaß an Beteiligung der im Parlament vertretenen Kräfte gegeben ist. In der Rechtswissenschaft wird aber die Ansicht vertreten, dass Änderungsanträge zumindest die gleiche Materie betreffen müssen wie der ursprüngliche Gesetzentwurf (sog. „Denaturierungsverbot“). Das Bundesverfassungsgericht hat sich zur Zulässigkeit von Omnibusgesetzen noch nicht ausdrücklich geäußert.